# 70 Panopaea
70 Panopaea este un asteroid din centura principală, descoperit pe 5 mai 1861, de Hermann Goldschmidt.